# 한미리
한미리(1980년 4월 6일~)는 대한민국의 성우이다. 2010년 EBS 22기 공채 성우로 데뷔하였다.

## 주요 출연작품

### 애니메이션
- 내 마음은 무지 (투니버스) - 하타타지
- 머털도사 (EBS) - 마을 사람3 / 구미호
- 장난감 나라 노디
- 어린 왕자 (EBS)
- 부릉부릉 부르미즈 (EBS)
- 뚝딱 뚝딱 밥아저씨 (EBS) - 샤프란
- 미라큘러스: 레이디버그와 블랙캣 -로즈, 나탈리, 향수공주
- 페파피그 (EBS) - 캔디
- 내 친구의 아서
- 행복 배달부 팻아저씨

### 애니메이션 극장
- 리틀 제이콥스
- 메밀꽃 필 무렵

### 방송
- 딩동댕 유치원 (EBS)
- 생방송 톡!톡! 보니하니 (EBS)
- 다큐프라임 (EBS)
- EBS 부모 (EBS)
- 명랑시대 (KBS)
- 열정시대 (KBS)
- 직장생활백서 (KBS)
- 다큐 공감 (KBS)
- 폭력없는학교 (EBS)
- KBS 스페셜 (KBS)
- MBC 스페셜 (MBC)
- 아틀리에 스토리

### 게임
- 히어로즈 오브 더 스톰 - 용의 둥지
- 다함께 차차차
- 스타크래프트 2 - 모선
- 데스티니 차일드 - 나타, 아크라시아

### 드라마CD
- 우리집 아기고양이 - 시우
- 죽어도 좋아 - 최대리
- 손만 잡고 잤을 텐데 - 진자임

### 라디오
- 위인극장
- 똥코의 맛있는 동화책

### 기타
- 아리랑TV 지역 홍보
- 중화TV 프로그램 광고